# 76-mm-Divisionskanone Modell 1936 (F-22)
Die 76-mm-Divisionskanone Modell 1936 (russisch 76-мм дивизионная пушка образца 1936 года) war ein sowjetisches Artilleriegeschütz mit einem Kaliber von 76,2 mm, das unter anderem im Zweiten Weltkrieg eingesetzt wurde. Die Werksbezeichnung der Waffe lautete F-22 (Ф-22), der GAU-Index 52-P-363A (52-П-363А).
Es gehörte 1941 beim Überfall auf die Sowjetunion zur Standardausrüstung vieler Verbände und wurde zu Beginn des Krieges in großer Zahl von der deutschen Wehrmacht erbeutet.

## Entwicklung
Zu Beginn der 1930er-Jahre sollte die veraltete 76-mm-Feldkanone M1902 ersetzt werden, da es sich bei der 76-mm-Divisionskanone M1933 nur um eine Zwischenlösung handelte. Die Hauptartilleriedirekton der Roten Armee (RKKA) legte eine Konzept für ein Universalgeschütz vor, das als Feldgeschütz, Panzerabwehrkanone und Flugabwehrkanone genutzt werden konnten. Hierbei wurden zwei Konzepte in Erwägung gezogen: zum einen Geschütze, die um 360° geschwenkt werden konnten, und solche, die von einer regulären Artillerielafette mit großer Erhöhung feuern konnten.
Im Jahr 1931 wurde vom „Stellvertretenden Leiter des Revolutionären Kriegsrat der UdSSR“, General Tuchatschewski, angeordnet, dass solche neuen Divisionsgeschütze entwickelt werden sollten. Sämtliche Entwicklungsbüros der Sowjetunion für Artilleriewaffen wurden einbezogen. Das waren das Büro der Putilow-Werke, das Entwicklungsbüro des Werks Nr. 8, GKB-38 und das Entwicklungsbüro des Werks Nr. 92.
Ein erster Prototyp wurde vom Werk Krasny Putilow (Kirow Werke/Leningrad) im Jahr 1932 fertiggestellt. Das Geschütz konnte neue Patronen mit größerer Leistung abfeuern und war mit 3470 kg so schwer, dass die weiteren Arbeiten an diesem Entwurf eingestellt wurden. Im Jahr 1933 wurden unter der Leitung von I. A. Machanow das 76-mm-Mehrzweckgeschütz L-2 und das L-3 mit einer Rohrlänge von 60 beziehungsweise 45 Kaliberlängen entwickelt. Die Erprobung lief in den Jahren 1934 bis 1935, doch keiner der Prototypen wurde für die neue Waffe ausgewählt. Ein weiterer Prototyp, L-4, wurde 1935 erprobt.
Im Kalinin-Werk Nr. 8 wurde 1933 von einer speziellen Entwicklungsabteilung aus zuvor verhafteten Ingenieuren das 76-mm-Doppelfunktionsgeschütz 25-K konstruiert. Ein Prototyp dieses Geschütz wurde in den Jahren 1934 bis 1935 zur Truppenerprobung gegeben. 1935 wurde als Nachfolgemodell die 31-K entwickelt. Noch immer hatte man nicht das gewünschte Gewicht erreicht und die Ergebnisse der Schießerprobung waren betreffend der Zielgenauigkeit völlig unzureichend. Nicht besser lief es mit dem darauf folgenden Geschütz 32-K.
Nachdem Ende 1935 drei Prototypen der 32-K zur Truppenerprobung gegangen waren, erkannte man einige Konstruktionsfehler. Der gleichzeitige Entwurf F-22 stellte die Militärbehörden zufrieden und so wurden weitere Entwicklungsarbeiten gestoppt.
Das Entwicklungsbüro GKB-38 des Werks Nr. 32 unter der Leitung von S. E. Rykowski entwickelte 1933 im Kaliber 76-mm das Mehrzweckgeschütz A-52 und das Doppelfunktionsgeschütz A-51. Beide Geschütze hatten die Ballistik der 76-mm-Flugabwehrkanone Modell 1915/28. Noch im Jahr 1933 wurde das Büro aufgelöst und ein neues Entwicklungsteam, das mit der Entwicklung rückstoßfreier Waffen beauftragt war, zog in die Räumlichkeiten ein und erhielt die Büroausstattung. Da die Pläne bereits erstellt waren, wurden die Prototypen des Büro GKB-38 noch realisiert. Die Werke Nr. 8 und 92 bauten eine Kanone A-52 und eine Kanone A-51. Die im Werk Nr. 92 gebaute A-51 wurde mit der Werkskennung F-20 versehen. Anfang 1935 gingen der Prototyp A-51 und der Prototyp A-52 in eine Erprobung, welche jedoch enttäuschend endete.
Das Entwicklungsbüro des Werks Nr. 92 Gorki in Nizhny Novgorod war im Januar 1934 unter der Leitung von V. G. Grabin gegründet worden. Es bestand aus vielen Mitarbeitern des aufgelösten Entwicklungsbüros GKB-38. Anfänglich hatte sich die Entwicklungsgruppe damit beschäftigt, den Entwurf A-51 (F-20) zu Ende zu entwickeln. Doch der verantwortliche Grabin war von dem Entwurf nicht überzeugt. Es wurde vollständig von vorne begonnen und der neue Entwurf wurde werksintern als F-22 geführt. Um einen Prototyp bauen zu können, überging Grabin den ihm vorgesetzten Werksdirektor und wandte sich direkt an das Rüstungs-Hauptdirektorat. Anfang 1935 war die Entwicklungsmannschaft mit dem Entwurf der F-22 fertig.
Im April 1935 wurden im Werk Nr. 92 drei Prototypen des neuen Entwurf F-22 angefertigt. Dabei war ein Geschütz konventionell mit Spreizlafette gehalten und zwei weitere hatten eine faltbare Lafette. Die Prototypen waren mit Mündungsbremse und einer langen Patronenkammer für eine speziell entwickelte Munition versehen. Die neuen Geschosse hatten ein Gewicht von 7,1 kg und konnten bei einer V° von 710 m/s maximal 14.060 m weit verschossen werden. Vom 8. Mai bis zum 9. Juni 1935 erfolgte eine Werkserprobung.
Nach Abschluss der Werkserprobung wurden die Prototypen zum Erprobungsschießplatz Sofrinski in der Nähe von Moskau gebracht. Am 14. Juni 1935 wurden dort der sowjetischen Führung einschließlich von Josef Stalin die neuesten Entwicklungen der Artillerie vorgestellt. Neben anderen Geschützen waren auch die Prototypen der F-22 dabei. Die F-22 mit normalen Lafetten sollen Stalin beeindruckt haben und es wurde eine Truppenerprobung veranlasst, die bis zum 16. Dezember lief.
Weitere technische Erprobungen von vier Geschützprototypen dauerten von März 1936 bis zum 22. April und zeigten einige Schwachstellen auf.
Letztlich wurde die F-22 als 76-mm-Divisionskanone Modell 1936 am 11. Mai 1936 bei den sowjetischen Streitkräften eingeführt und die Serienproduktion wurde veranlasst.

## Produktion
Das Fertigungsmodell der F-22 erfuhr gegenüber den Prototypen noch einige auffällige Veränderungen. Hierzu gehörte, dass die Mündungsbremse wegfiel, da die massive Staubentwicklung von der Truppe als nachteilig empfunden wurde und die Stellung verriet. Die Patronenkammer wurde derart geändert, dass die Munition des Modell 1900 verschossen werden konnte. Hintergrund war, dass die Hauptartilleriedirektion (GAU) Wert darauf legte, dass die großen Bestände an 76-mm-Patronenmunition, die noch aus der eigenen Fertigung und aus Importen des Ersten Weltkrieges stammten, weiter verwendet werden konnten. Eine Munitionsumstellung auf eine modernere Munition war, obwohl diese offensichtlich leistungsfähiger war, in der Wirtschaftslage der Sowjetunion nicht möglich. Da die F-22 jedoch für eine leistungsfähigere Munition entwickelt worden war, ergab dies für die Mannschaften mehr Sicherheit, da die technische Belastungsgrenze der Waffe mit der alten Munition nicht erreicht wurde. Es war jedoch noch Potential vorhanden, mit anderer Munition höhere Mündungsgeschwindigkeiten zu erreichen.

## Technische Beschreibung
Der sowjetischen Doktrin jener Zeit folgend wurden sämtliche Feldgeschütze jener Zeit als Multifunktionsgeschütze entwickelt. So weist die F-22 Aspekte eines regulären Feldgeschützes auf, doch einige technische Punkte waren für die Nutzung als Flugabwehrgeschütz berücksichtigt worden. Das Geschütz hat eine Spreizlafette mit Federung und Stahlspeichenräder mit Gummibereifung. Der Verschluss hat einen halbautomatischen, vertikalen Keilverschluss und die Rücklaufbremse ist hydraulisch ausgeführt. Der Vorholmechanismus war hydro-pneumatisch. Die Optik und die Richtanlage sind auf unterschiedlichen Seiten des Rohrs platziert. Die Patronenkammer ist so ausgeführt, dass die Hülse des Modells 1900 verwendet werden kann, damit war es möglich, die Munition mehrerer älterer 76,2-mm-Divisions- und Regimentsgeschütze zu verwenden. Die Waffe verfügte über einen großen Schutzschild, bei dem oben links ein großer Teil für das direkte Richten abgeklappt werden konnte.

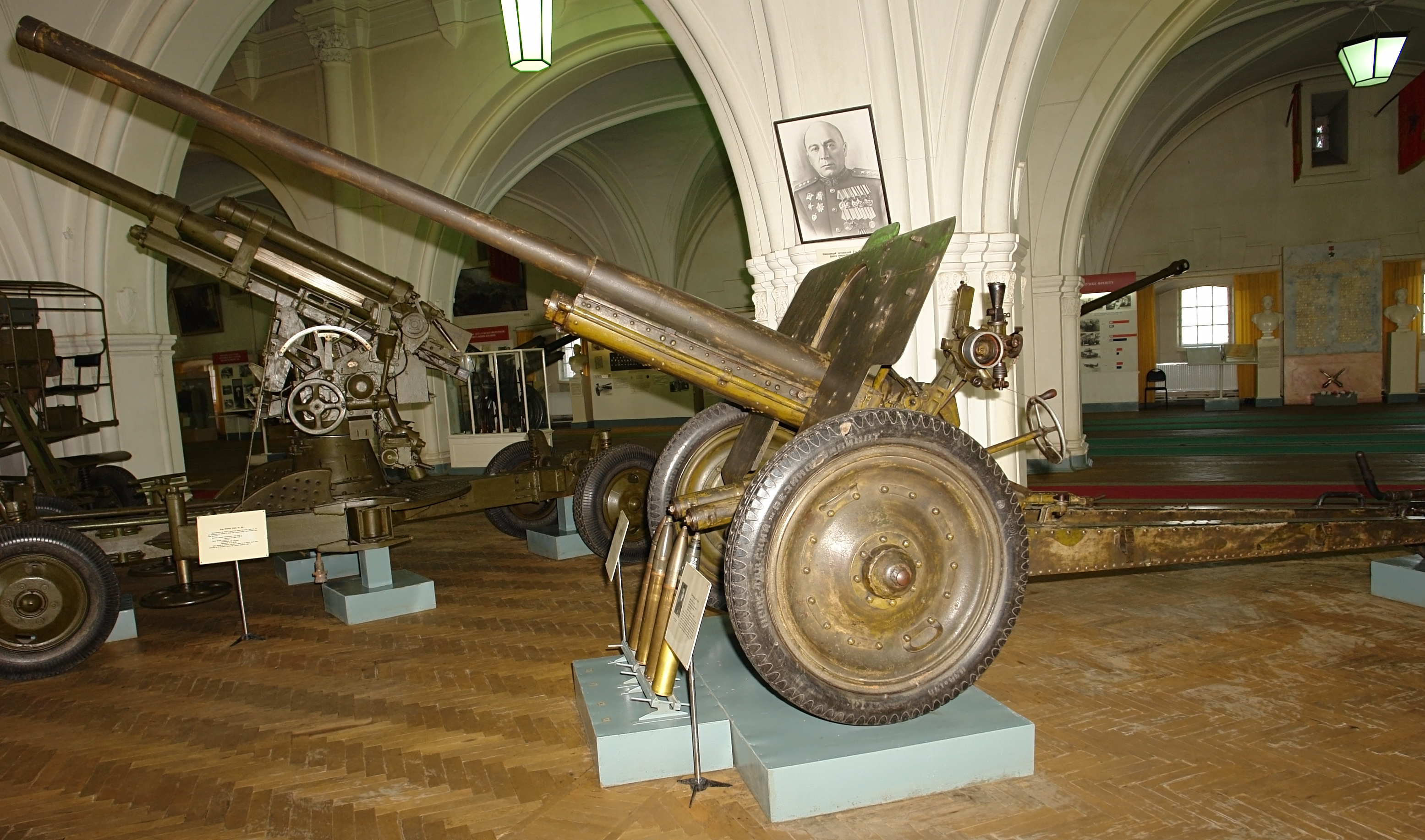
Museum für Artillerie-, Pionier- und Nachrichtenwesen / Sankt Petersburg
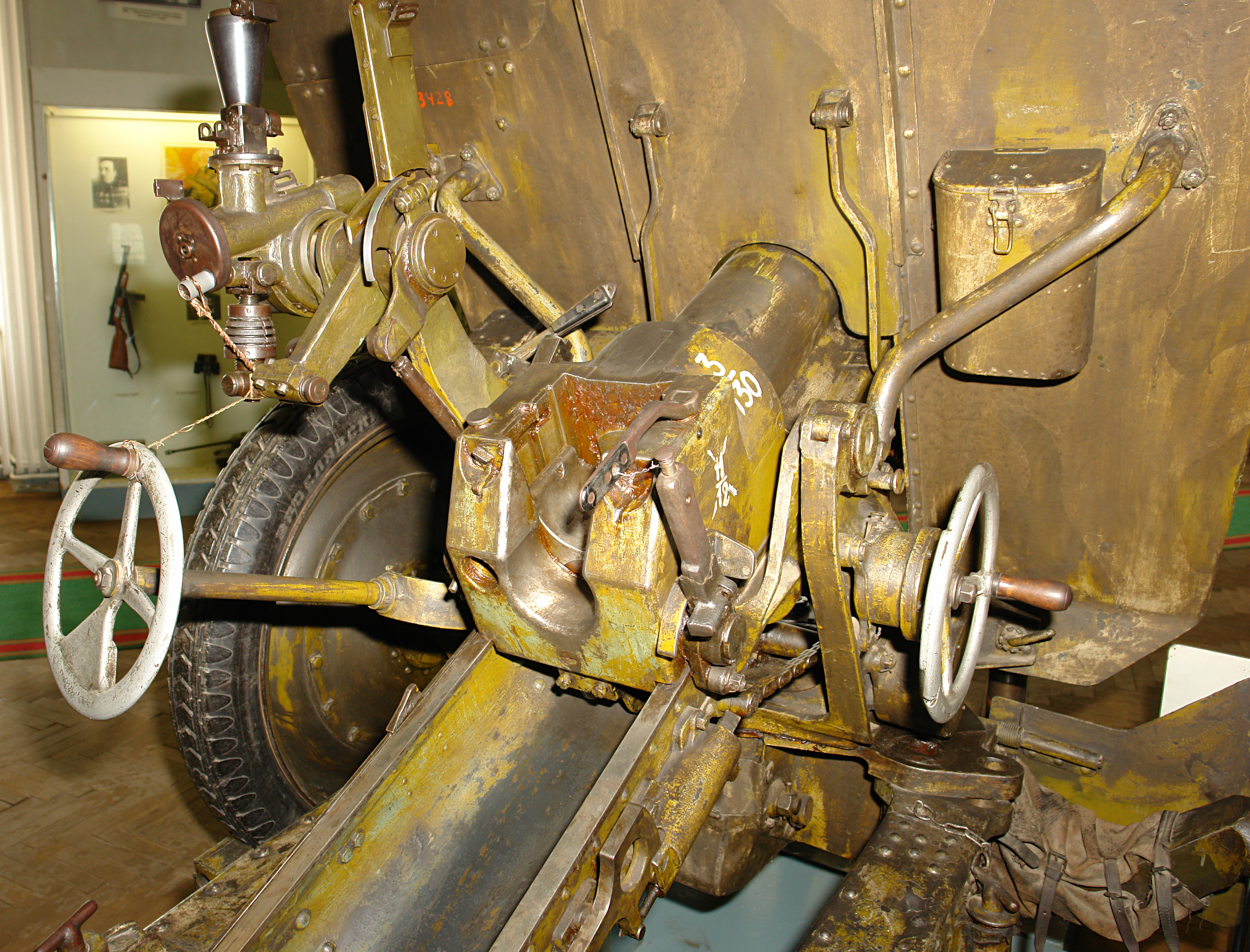
Museum für Artillerie-, Pionier- und Nachrichtenwesen / Sankt Petersburg
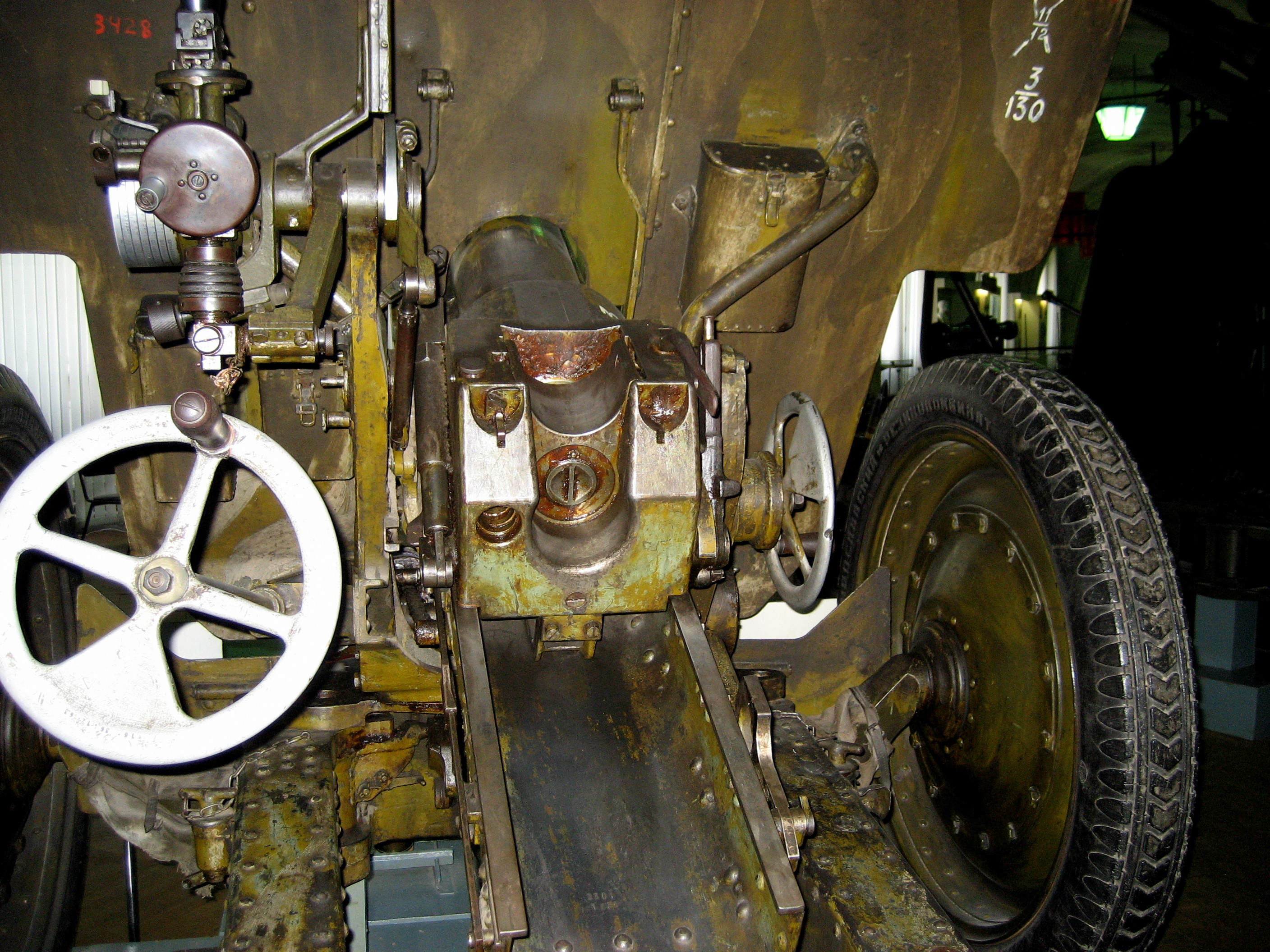
Museum für Artillerie-, Pionier- und Nachrichtenwesen / Sankt Petersburg
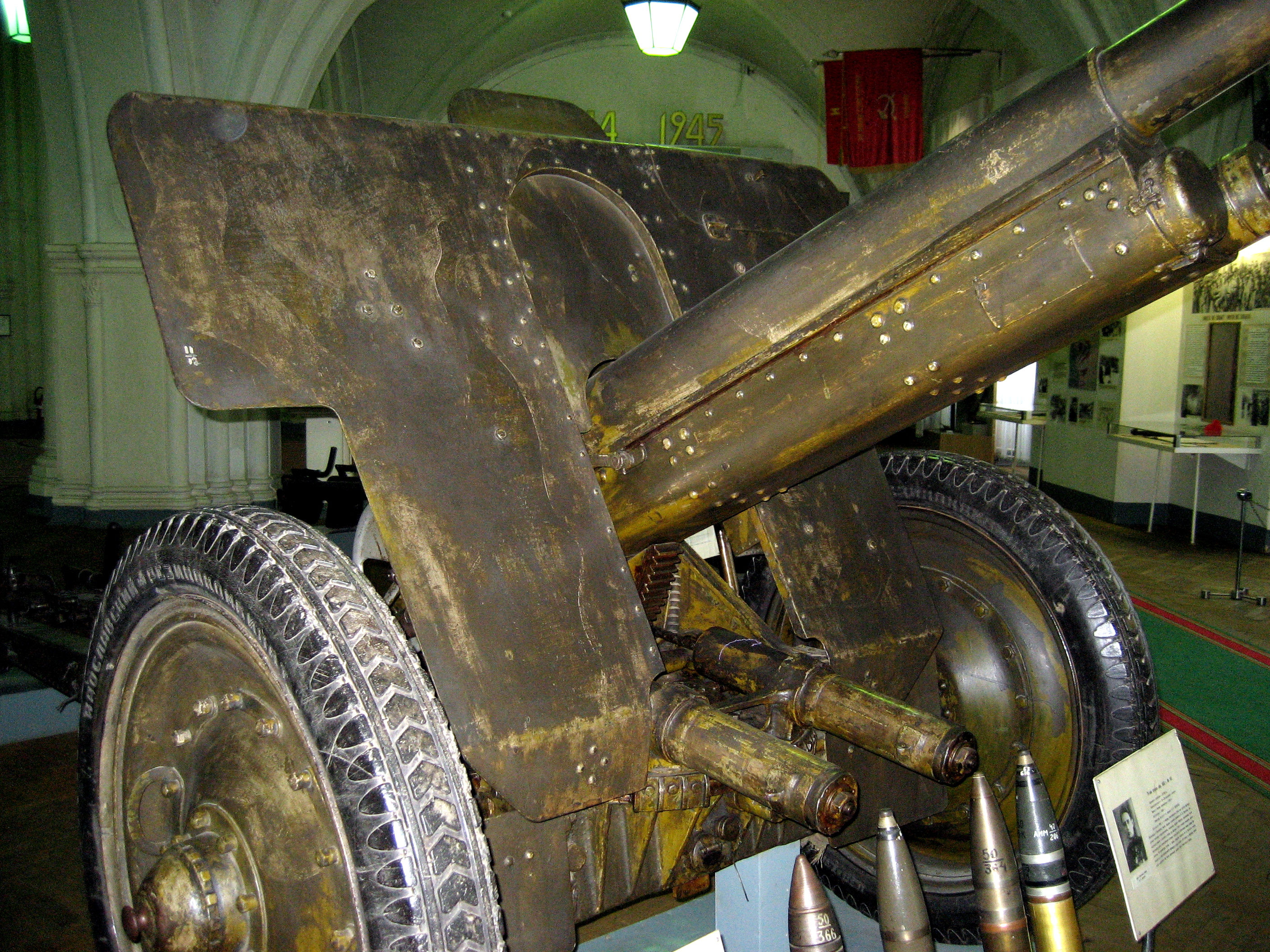
Museum für Artillerie-, Pionier- und Nachrichtenwesen / Sankt Petersburg
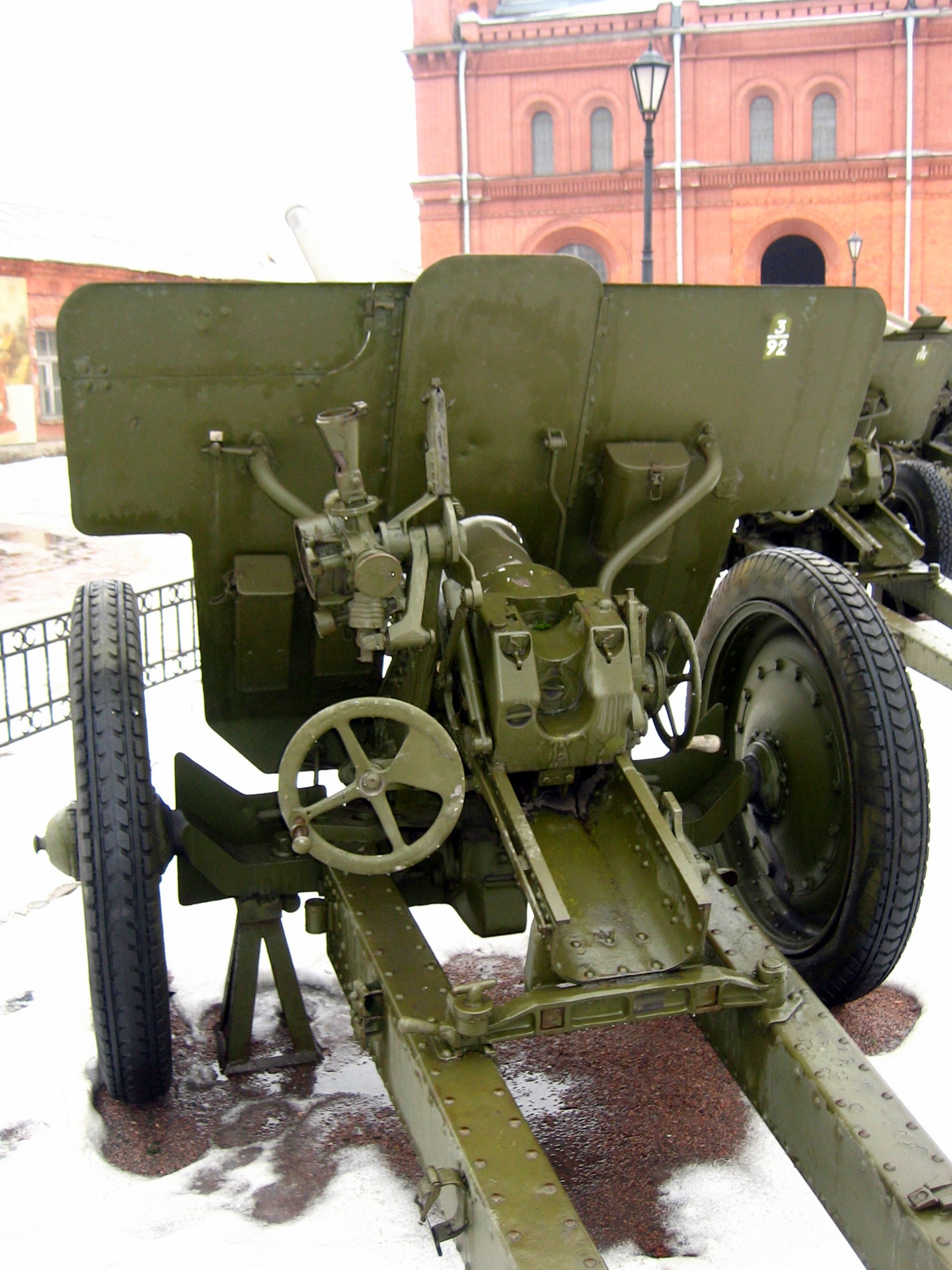
Museum für Artillerie-, Pionier- und Nachrichtenwesen / Sankt Petersburg

## Einsatz

### RKKA
Bereits aus der Bezeichnung ergibt sich die Verwendung der 76-mm-Divisionskanone Modell 1936 als Geschütz, welches innerhalb der sowjetischen Kampfverbände auf Divisionsebene organisiert war. Es sollte den Divisionskommandeuren die unmittelbare Unterstützung ihrer Verbände ermöglichen. Hierzu wurde das Geschütz im Kraftzug frontnah in Stellung gebracht und konnte bei Bedarf auch gegen vorstoßende Fahrzeuge eingesetzt werden.

#### Organisation
Entsprechend der Organisation der Roten Armee im Jahr 1939 verfügte jede Schützendivision über zwei Artillerieregimenter. Ein leichtes Regiment (ein Bataillon mit drei Batterie zu vier Geschützen 76-mm und zwei gemischte Bataillone mit einer 76-mm Batterie und zwei 122-mm-Haubitzen Batterien) verfügte damit über 20 Geschütze im Kaliber 76-mm. Im Juni 1940 wurde das 76-mm Bataillon herausgenommen und dem leichten Regiment blieben nur 8 76-mm Kanonen. Im März 1942 wurde wieder ein drittes gemischtes Bataillon ergänzt (eine Batterie mit 76-mm-Kanonen und eine Batterie mit 122-mm-Haubitzen), wodurch die Anzahl der 76-mm-Kanonen wieder auf 12 stieg.
Motorisierte Divisionen verfügten über zwei gemischte Bataillone (eine Batterie 76-mm-Kanonen und zwei Batterien 122-mm-Haubitzen) und hatten demnach auch 8 Geschütze 76-mm.
Kavalleriedivisionen hatten bis August 1941 nur 8 76-mm-Kanonen, danach entfiel die Divisionsartillerie für diese Verbände vollständig.
Zur Panzerabwehr wurden Panzerabwehr Brigaden mit 24 Geschützen gebildet, wobei ab 1942 eine Reduzierung auf 16 Geschütze erfolgte.
In einer leichten Artilleriebrigade konnten 60 bis 72 Geschütze zusammengefasst sein.

#### Kriegseinsatz
Der Kriegseinsatz der F-22 begann mit dem russischen-japanisch Krieg und der Schlacht am Chassansee im Jahr 1938. Kurz darauf folgte der Einsatz im sowjetisch-finnischen Krieg.
Die letzte Stärkemeldung der Roten Armee vor Beginn des Unternehmen Barbarossa, dem deutschen Überfall auf die Sowjetunion, am 22. Juni 1941 wurde ein Bestand von 2844 76-mm-Divisionskanonen F-22 gemeldet. Eine sehr große Anzahl dieser Geschütze ging in den anfänglichen Kämpfen im Westen der Sowjetunion verloren, doch einige Verbände setzten die Geschütze bis zum Ende des Zweiten Weltkrieges ein. So standen zum Beispiel bei der Schlacht im Kursker Bogen noch zwei Artillerie-Regimenter mit 40 Geschützen im Einsatz.
Während des Krieges wurde es in der Roten Armee zumeist als Feldgeschütz eingesetzt. Doch auch die Rolle als Panzerabwehrgeschütz fiel ihm gelegentlich zu. Praktisch nie erfolgte im Krieg die Nutzung als Flugabwehrkanone.

#### Erfahrungen
Bei der Nutzung als Flugabwehrkanone wurde bald offensichtlich, dass bei einer hohen Schusszahl im großen Winkel das Vorholsystem überhitzte. Durch die Weiterentwicklung des Modells 1936 entstand deshalb 1939 das Folgemodell die 76-mm-Divisionskanone Modell 1939 (USV).

## 76 K/36

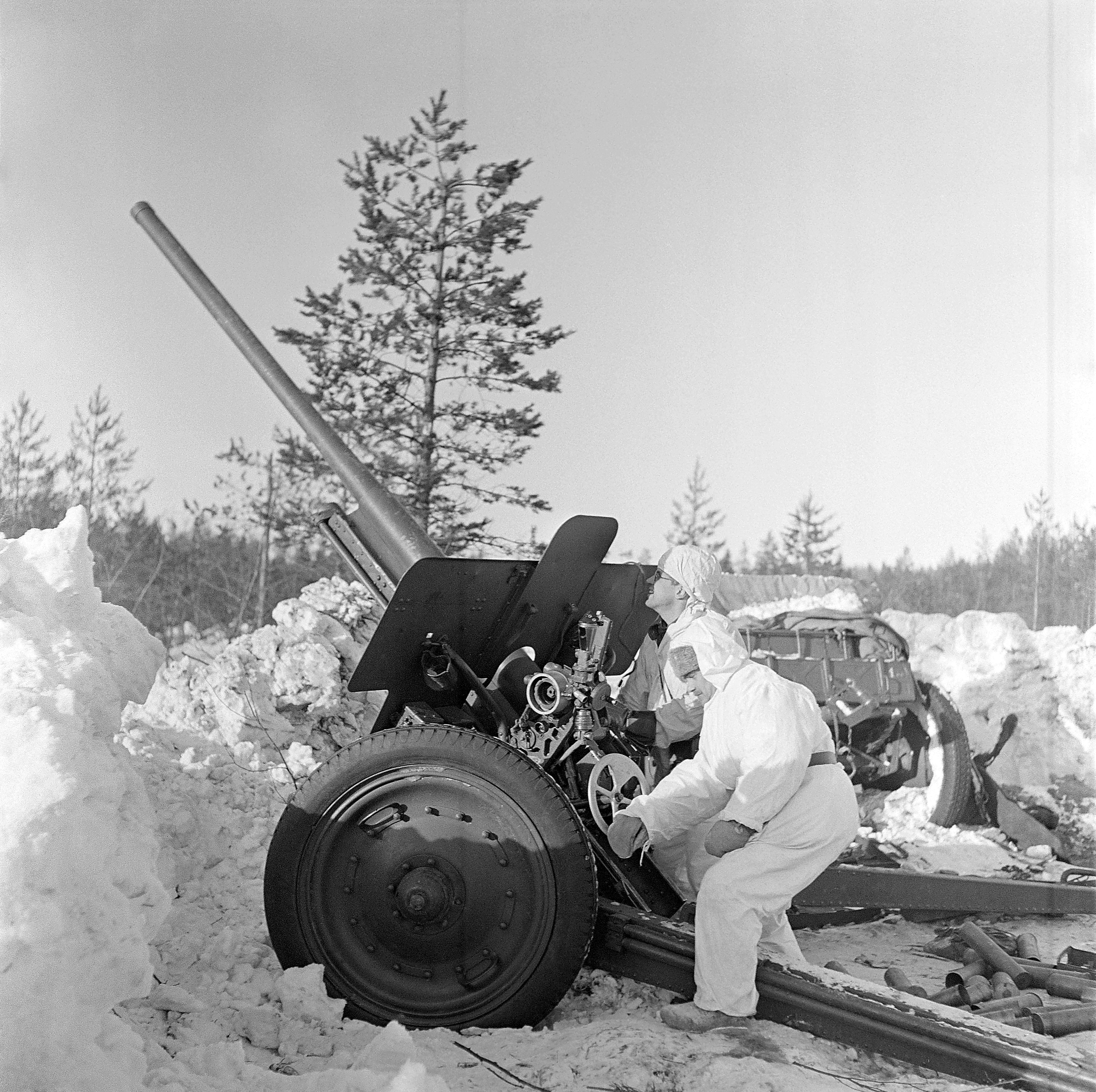
Finnische Beute 76 K/36 in Lemetti 1940

Bei den Kämpfen mit der Roten Armee erbeuteten die finnischen Streitkräfte 29 Geschütze und konnten vom Deutschen Reich weitere 47 Geschütze als Hilfslieferung erwerben. Die Geschütze wurden bis in die späten 1960er Jahre aktiv bei der Truppe gehalten und später eingelagert, bis sie in den 1990er Jahren ausgemustert wurden.

## 7,62-cm-Feldkanone 296(r)
Die deutsche militärische Verwaltung hatte frühzeitig damit begonnen die gegnerische Ausrüstung zu katalogisieren und die sogenannten Fremdgerätekennnummern vergeben. Unter der Nummer 296 (r) wurde die 76-mm-Divisionskanone Modell 1936 als Beutegerät der Wehrmacht nach dem Angriff 1941 erfasst und teilweise artilleristisch eingesetzt oder zu Sammelstellen gebracht.
Per 30. Oktober 1941 sendet der Chef des Oberkommando der Wehrmacht an einen großen Verteiler ein Rundschreiben, welches verlangte, dass die „Umwandlung der russischen Beutegeschütze 7,62-cm (mit Spreizlafette) mit größter Beschleunigung und in möglichst großem Umfange herauszubringen und der Front zuzuführen (gezogen mit 1t Zugkraftwagen)“ wird. Da bei sollte laut Kriegstagebuch der Organisations-Abteilung III des OKW am 11. Mai 1942 die ″7,62-cm-Pak (r) (russische Beutekanone, die durch Aufbohren des Ladungsraunes und Schaffung einer deutschen Pz.-Granate zur schweren Pak umgearbeitet wurde), dem Ostheer für den Sommer 1942 für die zu erwartenden schweren Kämpfe hochwertige Pakgeschütze mit höchster Durchschlagleistung zugeführt werden.

## Varianten

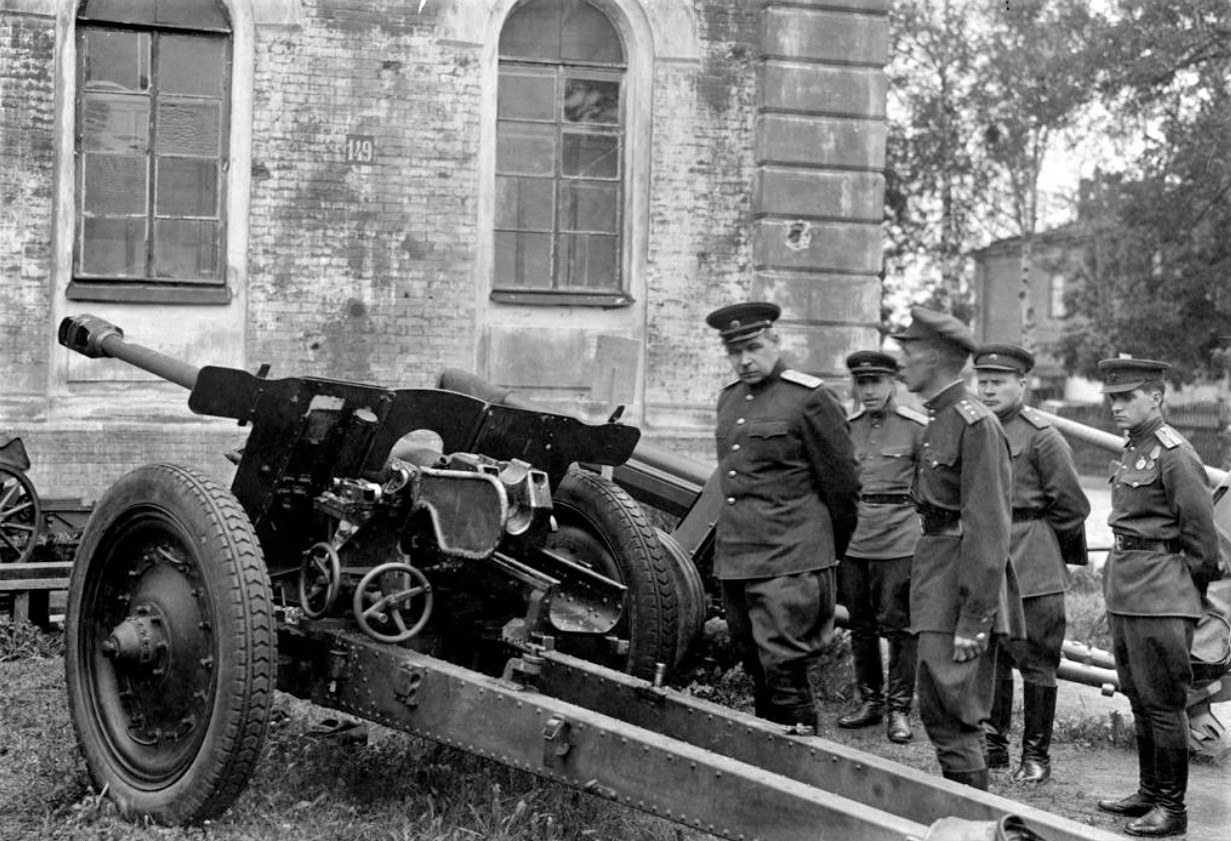
7,62-cm-Pak 36

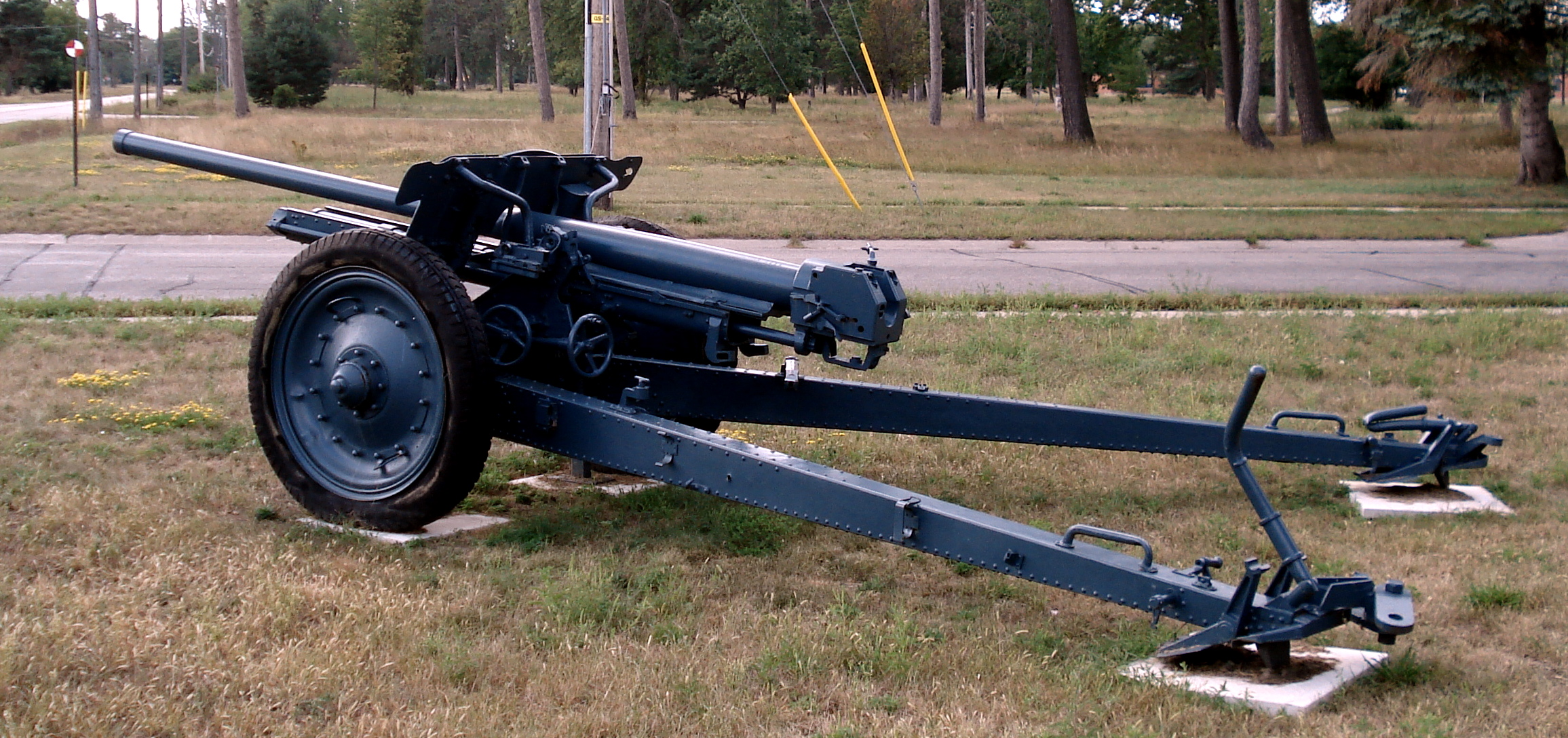
7,62-cm-Pak 36 in Camp Borden

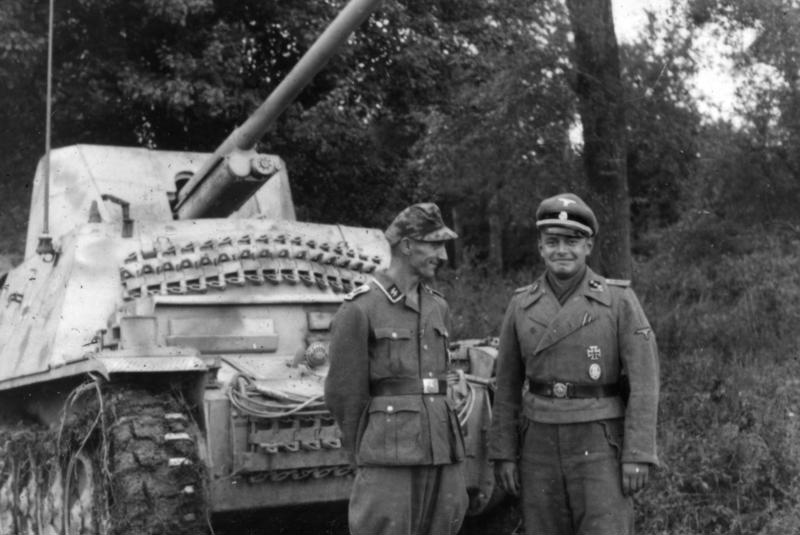
Marder II

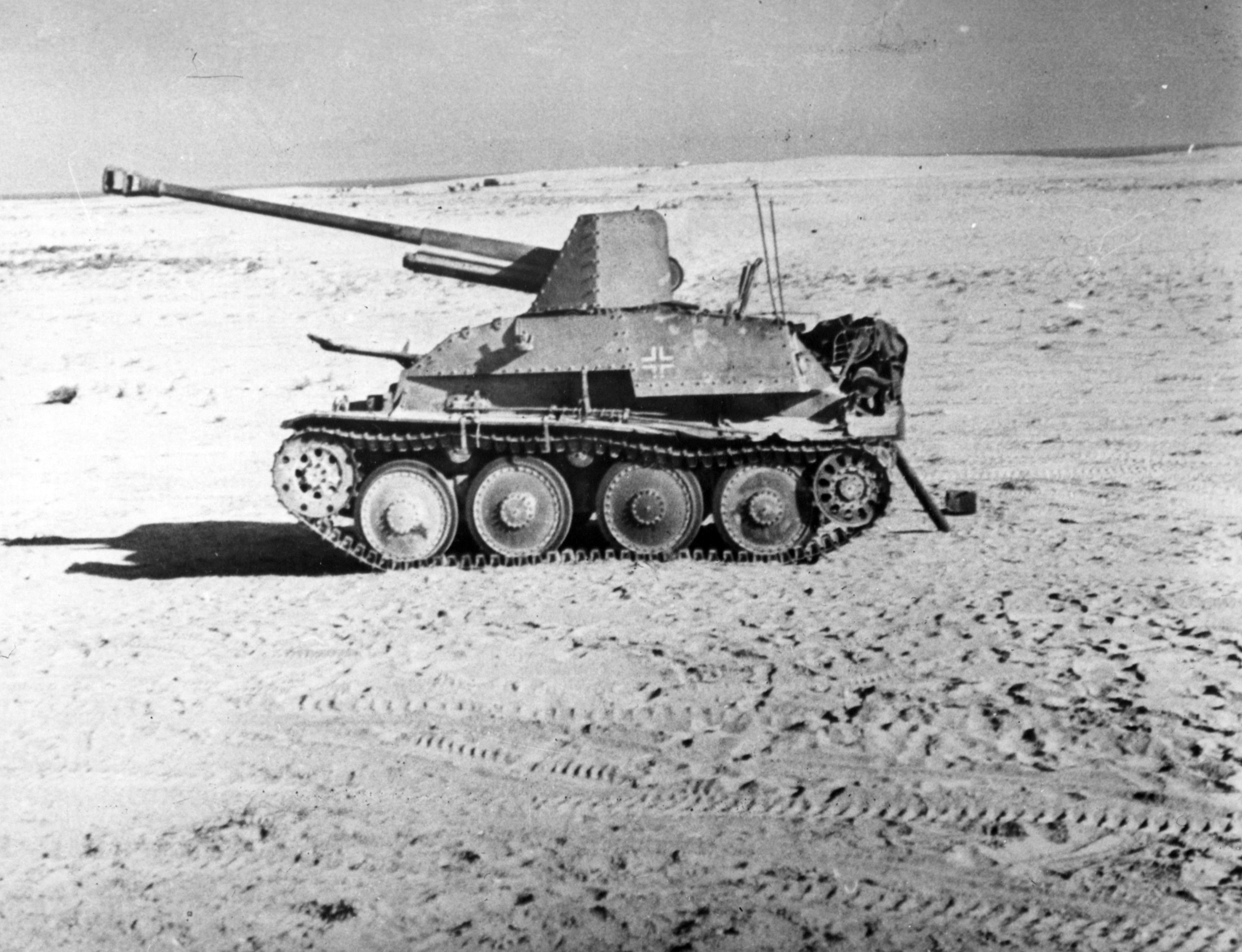
Marder III

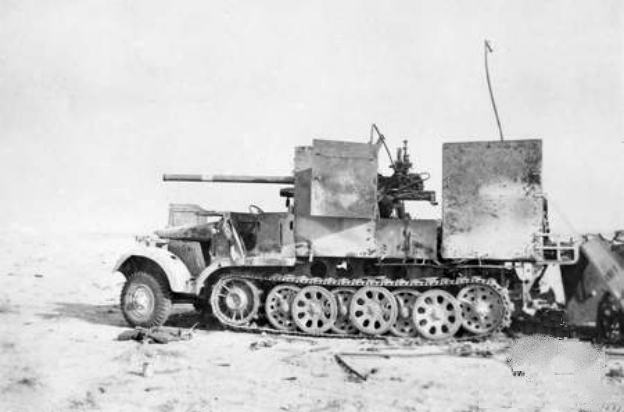
Sd.Kfz. 6/3

Die große Zahl der erbeuteten Geschütze und die geringe Zahl an geeigneten „schweren“ Panzerabwehrgeschützen führte nach dem Angriff auf die Sowjetunion dazu, dass zahlreiche Geschütze für die Verwendung bei der Wehrmacht umgebaut wurden. Diese wurden wegen des Gewichts der Waffe in nicht unerheblichem Umfang auf Panzerjäger-Fahrzeugen zum Einsatz gebracht.

### 7,62-cm-Pak 36
Für die Verwendung als Panzerabwehrkanone wurden die Geschütze für die Nutzung deutscher Munition umgebaut, da der Vorrat an Beutemunition begrenzt war und der Bedarf an schweren Geschützen bei der Panzerjägertruppe sehr groß war. Weitere Änderungen umfassten die Kürzung des Schutzschilds oben sowie die Anbringung deutscher Zieloptiken.

### Panzerjäger Marder II (7,62)
Eine größere Zahl der 7,62-cm-Pak 36 wurden als Marder II auf die Fahrgestelle des Panzerkampfwagen II Ausf. D/E montiert. Bei dieser Lösung wurden zwei Varianten gebaut: ein Aufbau mit leicht schrägen Panzerplatten, der umlaufend einer knienden Besatzung etwas Schutz bot, und dem etwa in der Fahrzeugmitte, auf der Höhe des ehemaligen Turmes, montierten Geschütz. Bei einer gewissen Anzahl von Fahrzeugen war im hinteren Bereich lediglich ein gerahmtes Gitter anstelle der Panzerung montiert.

### Panzerjäger Marder III (7,62)
Aufbauend auf dem Fahrgestell des Panzerkampfwagen 38 (t) wurden mit der 76,2-cm-Pak die ersten Fahrzeuge der später in großem Umfang an die Panzerjägertruppe ausgelieferten Marder III gefertigt. Mit einem leichten, hinten offenen Panzerschutz und einer mittig auf dem Fahrzeug montierten Panzerabwehrkanone stellte der lange Rohrüberhang und der geringe Stauraum bei diesem Fahrzeug ein Problem dar. Da der Vorrat an erbeuteten Geschützen bald erschöpft war, wurde die verhältnismäßig erfolgreiche Fahrzeugserie mit der Montage der 7,5-cm-Pak 40 fortgeführt.

### 7,62-cm-FK 296 (r) auf Zg.Kw. 6t
Teil der improvisierten Lösungen, die geschaffen wurden, um schwere Panzerjägerkanonen für den nordafrikanischen Kriegsschauplatz zu motorisieren, war ein Umbau auf Basis der Halbkettenzugmaschine Sd.Kfz. 6. Hierbei wurde das Geschütz in einem rechteckigen Aufbau aus dünnen Panzerplatten auf das Fahrzeug gestellt. Um dies zu ermöglichen, wurden die Holme des Geschützes gekürzt. Es entstand ein Fahrzeug mit einem extrem hohen Aufbau, welches naturgemäß in der teils sehr steinigen und flachen Wüste auf große Entfernungen zu erkennen war. Es blieb bei einer Kleinserie als Notfalllösung.

### TACAM T-60
Auch in Rumänien wurden die zahlreichen in der Sowjetunion erbeuteten F-22 ab Anfang 1943 als Panzerjäger-Selbstfahrlafetten nutzbar gemacht. Hierzu wurden ebenfalls erbeutete leichte sowjetische Panzer vom Typ T-60 genutzt. Die Fahrzeuge wurden deutlich verändert, indem ein neuer Motor eingebaut wurde und anstelle des Turmes die F-22 montiert wurde. Weiterhin erhielt das Fahrzeug zur Selbstverteidigung ein Maschinengewehr. Es wurden 1943 34 Selbstfahrlafetten hergestellt. Diese waren bis zum August 1944 gegen die sowjetischen Streitkräfte im Einsatz.